# Чемпионат Европы по спортивной акробатике 1991
11-й чемпионат Европы по спортивной акробатике состоялся в Лиссабоне (Португалия) в 1991 году.

## Результаты

### Мужские акробатические прыжки

#### Многоборье
| Ранг | Команда        | Страна   | Очки  |
| ---- | -------------- | -------- | ----- |
| 1    | В. Игнатенков  | СССР     | 29,50 |
| 2    | Евгений Иванов | СССР     | 29,38 |
| 3    | Йордан Кирилов | Болгария | 29,37 |

#### Кувырок
| Ранг | Команда         | Страна   | Очки  |
| ---- | --------------- | -------- | ----- |
| 1    | Евгений Иванов  | СССР     | 19,53 |
| 2    | Кшиштоф Вилуш   | Польша   | 19,29 |
| 3    | Станимир Иванов | Болгария | 19,25 |

#### Вращения
| Ранг | Команда        | Страна   | Очки  |
| ---- | -------------- | -------- | ----- |
| 1    | Йордан Кирилов | Болгария | 19,82 |
| 2    | В. Игнатенков  | СССР     | 19,57 |
| 3    | Томаш Киес     | Польша   | 19,00 |

### Мужские группы

#### Многоборье
| Ранг | Команда                                                              | Страна         | Очки  |
| ---- | -------------------------------------------------------------------- | -------------- | ----- |
| 1    | Валентин Менжега, Вадим Кирпичев, Сергей Володин, Вячеслав Новичихин | СССР           | 29,60 |
| 2    | Артур Калис, Томаш Сусугель, Дариуш Сусевак, Даниэль Гутсмит         | Польша         | 29,38 |
| 3    | Йэн Люк, Грэхем Стоукс, Марк Хикен, Ричард Тэйлор                    | Великобритания | 28,94 |

#### Баланс
| Ранг | Команда                                                              | Страна         | Очки  |
| ---- | -------------------------------------------------------------------- | -------------- | ----- |
| 1    | Валентин Менжега, Вадим Кирпичев, Сергей Володин, Вячеслав Новичихин | СССР           | 19,68 |
| 2    | Артур Калис, Томаш Сусугель, Дариуш Сусевак, Даниэль Гутсмит         | Польша         | 19,38 |
| 3    | Йэн Люк, Грэхем Стоукс, Марк Хикен, Ричард Тэйлор                    | Великобритания | 19,30 |

#### Темп
| Ранг | Команда                                                              | Страна         | Очки  |
| ---- | -------------------------------------------------------------------- | -------------- | ----- |
| 1    | Валентин Менжега, Вадим Кирпичев, Сергей Володин, Вячеслав Новичихин | СССР           | 19,86 |
| 2    | Артур Калис, Томаш Сусугель, Дариуш Сусевак, Даниэль Гутсмит         | Польша         | 19,56 |
| 3    | Йэн Люк, Грэхем Стоукс, Марк Хикен, Ричард Тэйлор                    | Великобритания | 19,30 |

### Мужские пары

#### Многоборье
| Ранг | Команда                             | Страна   | Очки  |
| ---- | ----------------------------------- | -------- | ----- |
| 1    | Геннадий Церишенко, Юрий Степченков | СССР     | 29,90 |
| 2    | Томаш Вельцен, Анджей Пьехота       | Польша   | 29,40 |
| 3    | Румен Димитров, Владимир Владев     | Болгария | 29,28 |

#### Баланс
| Ранг | Команда                             | Страна   | Очки  |
| ---- | ----------------------------------- | -------- | ----- |
| 1    | Геннадий Церишенко, Юрий Степченков | СССР     | 19,82 |
| 2    | Томаш Вельцен, Анджей Пьехота       | Польша   | 19,64 |
| 3    | Румен Димитров, Владимир Владев     | Болгария | 19,54 |

#### Темп
| Ранг | Команда                             | Страна   | Очки  |
| ---- | ----------------------------------- | -------- | ----- |
| 1    | Геннадий Церишенко, Юрий Степченков | СССР     | 20,00 |
| 2    | Томаш Вельцен, Анджей Пьехота       | Польша   | 19,56 |
| 3    | Румен Димитров, Владимир Владев     | Болгария | 19,46 |

### Смешанные пары

#### Многоборье
| Ранг | Команда                            | Страна   | Очки  |
| ---- | ---------------------------------- | -------- | ----- |
| 1    | Г. Красюк, А. Пустовалов           | СССР     | 29,66 |
| 2    | Ивайло Ангелов, Борислава Станкова | Болгария | 29,10 |
| 2    | Жюли Тсуден, Фрэнсуа Снауваер      | Бельгия  | 28,88 |

#### Баланс
| Ранг | Команда                            | Страна   | Очки  |
| ---- | ---------------------------------- | -------- | ----- |
| 1    | Г. Красюк, А. Пустовалов           | СССР     | 19,86 |
| 2    | Ивайло Ангелов, Борислава Станкова | Болгария | 19,50 |
| 3    | Жюли Тсуден, Фрэнсуа Снауваер      | Бельгия  | 19,30 |

#### Темп
| Ранг | Команда                           | Страна  | Очки  |
| ---- | --------------------------------- | ------- | ----- |
| 1    | Наталья Редкова, Евгений Марченко | Латвия  | 19,90 |
| 2    | Г. Красюк, А. Пустовалов          | СССР    | 19,72 |
| 3    | Жюли Тсуден, Фрэнсуа Снауваер     | Бельгия | 19,28 |

### Женские группы

#### Многоборье
| Ранг | Команда                                            | Страна   | Очки  |
| ---- | -------------------------------------------------- | -------- | ----- |
| 1    | Анна Панфилова, Елена Поветкина, Татьяна Кольцова  | СССР     | 29,60 |
| 2    | Любовь Петкова, Бояна Ангелова, Иорданка Иорданова | Болгария | 29,46 |
| 3    | Барбара Жагелик, Молгожата Позняк, Анна Боровсюк   | Польша   | 29,12 |

#### Баланс
| Ранг | Команда                                            | Страна   | Очки  |
| ---- | -------------------------------------------------- | -------- | ----- |
| 1    | Анна Панфилова, Елена Поветкина, Татьяна Кольцова  | СССР     | 19,78 |
| 2    | Любовь Петкова, Бояна Ангелова, Иорданка Иорданова | Болгария | 19,68 |
| 3    | Барбара Жагелик, Молгожата Позняк, Анна Боровсюк   | Польша   | 19,36 |

#### Темп
| Ранг | Команда                                            | Страна   | Очки  |
| ---- | -------------------------------------------------- | -------- | ----- |
| 1    | Анна Панфилова, Елена Поветкина, Татьяна Кольцова  | СССР     | 19,80 |
| 2    | Любовь Петкова, Бояна Ангелова, Иорданка Иорданова | Болгария | 19,66 |
| 3    | Барбара Жагелик, Молгожата Позняк, Анна Боровсюк   | Польша   | 19,50 |

### Женские пары

#### Многоборье
| Ранг | Команда                         | Страна   | Очки  |
| ---- | ------------------------------- | -------- | ----- |
| 1    | Милена Пеева, Филка Стойкова    | Болгария | 29,48 |
| 1    | Елена Дрожжина, Зульфия Алимова | СССР     | 29,48 |
| 3    | Беата Птонка, Бригитта Саковска | Польша   | 29,30 |

#### Баланс
| Ранг | Команда                         | Страна   | Очки  |
| ---- | ------------------------------- | -------- | ----- |
| 1    | Елена Дрожжина, Зульфия Алимова | СССР     | 19,76 |
| 2    | Милена Пеева, Филка Стойкова    | Болгария | 19,72 |
| 3    | Беата Птонка, Бригитта Саковска | Польша   | 19,56 |

#### Темп
| Ранг | Команда                         | Страна   | Очки  |
| ---- | ------------------------------- | -------- | ----- |
| 1    | Елена Дрожжина, Зульфия Алимова | СССР     | 19,76 |
| 2    | Милена Пеева, Филка Стойкова    | Болгария | 19,62 |
| 3    | Беата Птонка, Бригитта Саковска | Польша   | 19,44 |

### Женские акробатические прыжки

#### Многоборье
| Ранг | Команда           | Страна         | Очки  |
| ---- | ----------------- | -------------- | ----- |
| 1    | Кристель Роберт   | Франция        | 29,30 |
| 2    | Екатерина Юрьева  | СССР           | 28,90 |
| 3    | Филиппа Мьюзикент | Великобритания | 28,60 |

#### 1-е упражнение
| Ранг | Команда          | Страна  | Очки  |
| ---- | ---------------- | ------- | ----- |
| 1    | Кристель Роберт  | Франция | 19,40 |
| 2    | Екатерина Юрьева | СССР    | 19,36 |
| 3    | Ильдико Драгонер | Венгрия | 18,58 |

#### 2-е упражнение
| Ранг | Команда         | Страна  | Очки  |
| ---- | --------------- | ------- | ----- |
| 1    | Диана Матуш     | Венгрия | 19,32 |
| 1    | А. Государева   | СССР    | 19,32 |
| 3    | Кристель Роберт | Франция | 19,12 |